# 354 TCN
354 TCN là một năm trong lịch La Mã.